# Nemfunkcionális tesztelés
A nemfunkcionális tesztelés egy szoftveralkalmazás vagy rendszer nemfunkcionális követelményeinek tesztelése: inkább a rendszer működési módját, és nem pedig az adott rendszer sajátos viselkedését teszteli. Ez ellentétes a funkcionális teszteléssel, amely azokat a funkcionális követelményeket teszteli, amelyek leírják a rendszer és összetevőinek funkcióit. A nemfunkcionális tesztek nevét gyakran használják felcserélhetően, mivel a nemfunkcionális követelmények között átfedés van. Például a szoftver teljesítménye tág fogalom, amely számos speciális követelményt magában foglal, például a megbízhatóságot és a skálázhatóságot.
A nemfunkcionális tesztelés a következőket tartalmazza:
- Baseline tesztelés
- Szabályossági tesztelés
- Dokumentációs tesztelés
- Tartóssági tesztelés
- Terhelési tesztelés
- Lokalizációs tesztelés, valamint nemzetköziesítési tesztelés
- Teljesítménytesztelés
- Helyreállítási tesztelés
- Rugalmassági tesztelés
- Biztonsági tesztelés
- Skálázhatósági tesztelés
- Stressztesztelés
- Használhatósági tesztelés
- Mennyiségi tesztelés

## Fordítás
Ez a szócikk részben vagy egészben  a   Non-functional testing című angol Wikipédia-szócikk ezen változatának fordításán alapul.  Az eredeti cikk szerkesztőit annak laptörténete sorolja fel. Ez a jelzés csupán a megfogalmazás eredetét és a szerzői jogokat jelzi, nem szolgál a cikkben szereplő információk forrásmegjelöléseként.